# シャノン・エカーマンズ
シャノン・エカーマンズ（Shannon Ekermans、1987年6月5日 -  ）は南アフリカ共和国西ケープ州出身の野球選手（投手、外野手）。左投左打。

## 経歴
2005年に第36回IBAFワールドカップに出場。9回2/3を投げて防御率3.72の成績を残した
2006年3月に開催された第1回ワールド・ベースボール・クラシック（WBC）では南アフリカ代表に18歳の若さで選出。貴重な左腕投手として登録されていたが、そのポテンシャルの高さから左翼手としてもプレーし、3試合全てに出場した。初戦のカナダ戦では2安打を放った。
2007年より、アメリカ合衆国のノースダコタ州立大学に留学して2009年までプレー。また2007年の第37回IBAFワールドカップに投手兼野手として出場し、アメリカ戦で5回2失点と好投した。
2009年の第2回WBCに2大会連続で南アフリカ代表に選出され、メキシコ戦に登板して1イニング無失点に抑えた。
その後は南アフリカの国内リーグでプレーしており、2012年の第3回WBC予選、2016年の第4回WBC予選に出場したが、いずれも予選突破はならなかった。

## 選手としての特徴
投手としては、140km/h前後の速球とスライダーを主体とした投球が持ち味である。